# 天主教德班總教區
天主教德班總教區（拉丁語：Archidioecesis Durbaniana）是南非一個羅馬天主教教省總教區，也是南非五個總教區之一。
總教區位置夸祖魯-納塔爾省中部，下轄六個教區。2006年有教友211,000人、七十四個堂區、142名司鐸。現任總主教為威弗·內皮爾樞機，助理總主教為阿貝爾·加布扎。
1850年11月15日設納塔爾代牧區。1951年1月11日升為總教區。